# .cm
.cm je národní doména nejvyššího řádu Kamerunu.